# 12688 Бекеланд
12688 Бекеланд (12688 Baekeland) — астероїд головного поясу, відкритий 13 лютого 1988 року.
Тіссеранів параметр щодо Юпітера — 3,326.